# 吉利麻里
吉利 麻里（よしとし まり、4月11日 - ）は、日本の声優。代々木アニメーション学院福岡校出身。賢プロダクションのスクールデュオ卒業。プロダクション・エースを退所し、現在はフリー。

## 出演作品

### 映画
人狼ゲーム　ビーストサイド（2014年）
主題歌：vérité

### 吹き替え
- エターナル（カール）
- オーメン 呪戒（スコット（ニック・ウルフ））
- KILL SPEED（ガビー）
- ザ・スネイク（シーラ）
- スターブレード（シャバ）
- 2022（ナレーター女）
- ハルマゲドン（記者）
- マージン・コール（ヘザー・バーク（アシュリー・ウィリアムズ））
- デアゴスティーニ「名探偵ポワロシリーズ」
  - ひらいたトランプ（アンメレディス）
  - 第三の女（フランシス）
  - 鳩の中の猫（ジェニファー、ブレイク）
  - ヒッコリーロード殺人事件（パトリシア）
  - 砂にかいた三角形（パメラ）

### ゲーム
- 久遠の絆（池田加代）